# Lepturinae
Lepturinae és una  subfamília de coleòpters, dins de la superfamília Chrysomeloidea, a la família Cerambycidae.
Es diferencien de la majoria dels cerambícids en el fet que els ulls composts són generalment ovals en lloc de ser dividits o escotats. Se'ls troba sovint en flors, per això en anglès se'n diu longicornis de les flors.
Les larves viuen en fusta deteriorada o podrida, per això no són considerades plagues, sinó, més aviat, contribueix al funcionament de l'ecosistema perquè actuen com a reciclatge.
Al món hi ha al voltant de 1500 espècies conegudes, dividides en 210 gèneres. Els gèneres d'aquesta subfamília es troben distribuits arreu del món, però la diversitat és més gran a l'hemisferi nord. Fins fa poc la subfamília Necydalinae es va incloure dins dels lepturins, però aquesta ha estat reconeguda recentment com una subfamília.

## Tribus i gèneres
Lepturinae conté els següents gèneres:
- Tribu Caraphiini

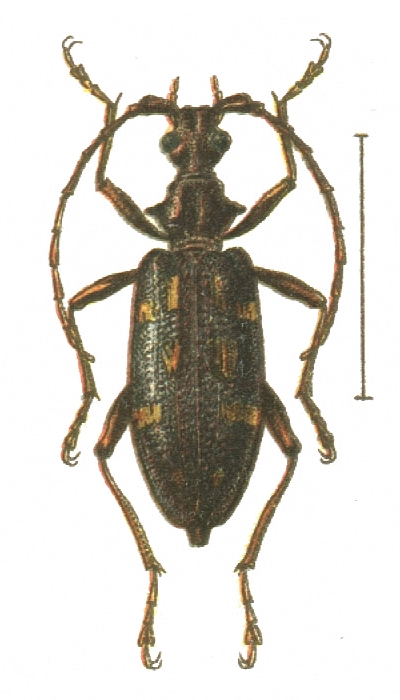
Xylosteus spinolae, Xylosteini.

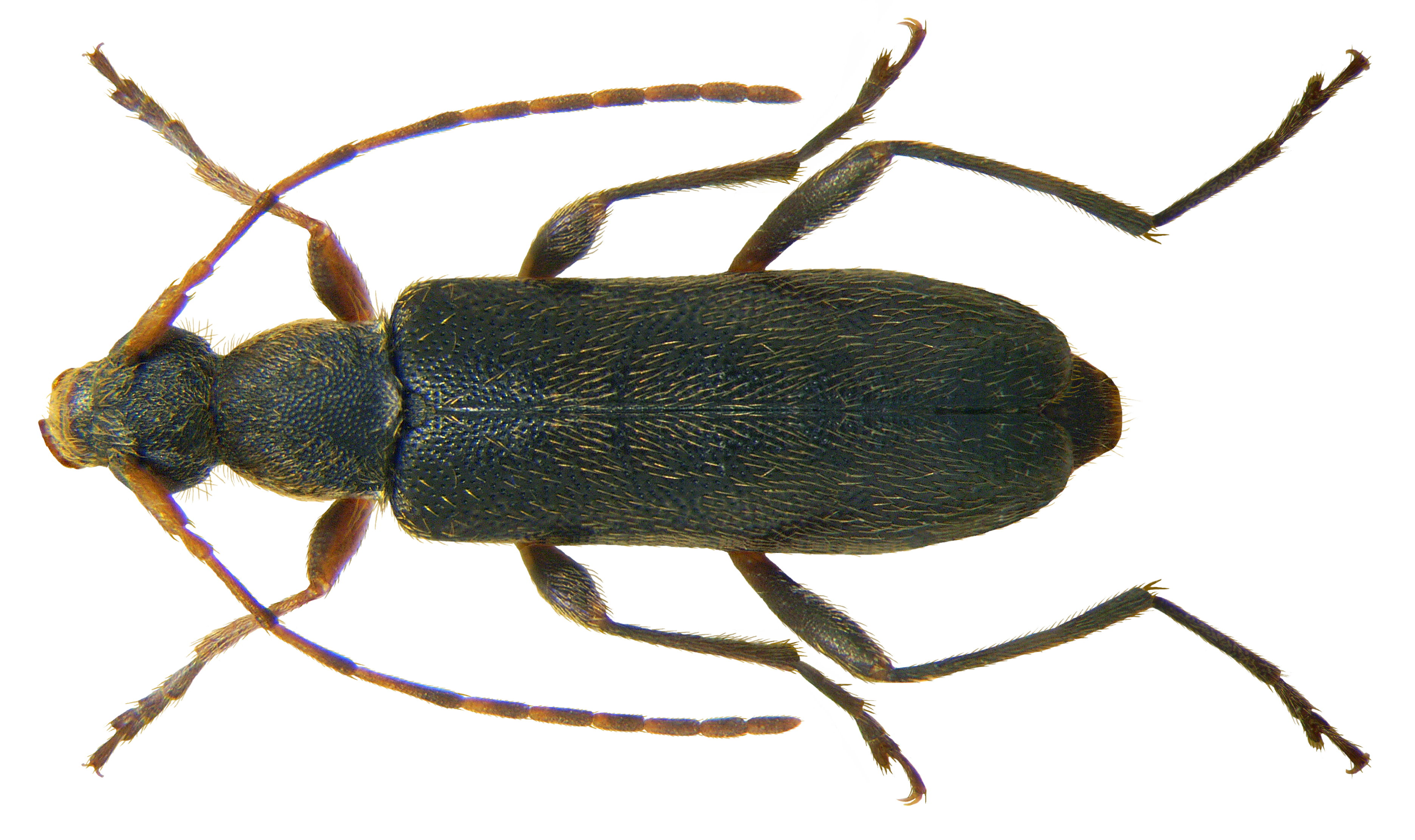
Grammoptera ruficornis, Lepturini.

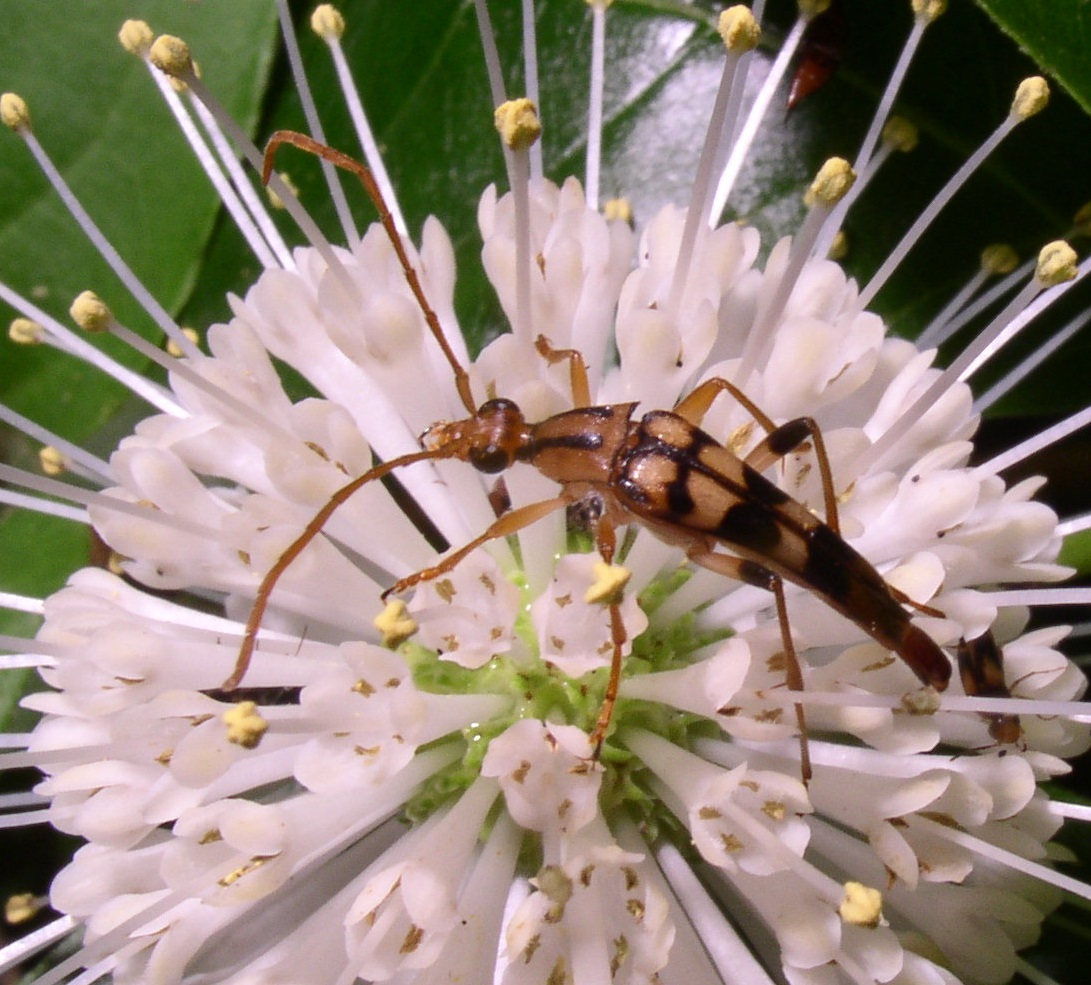
Strangalia luteicornis, Lepturini

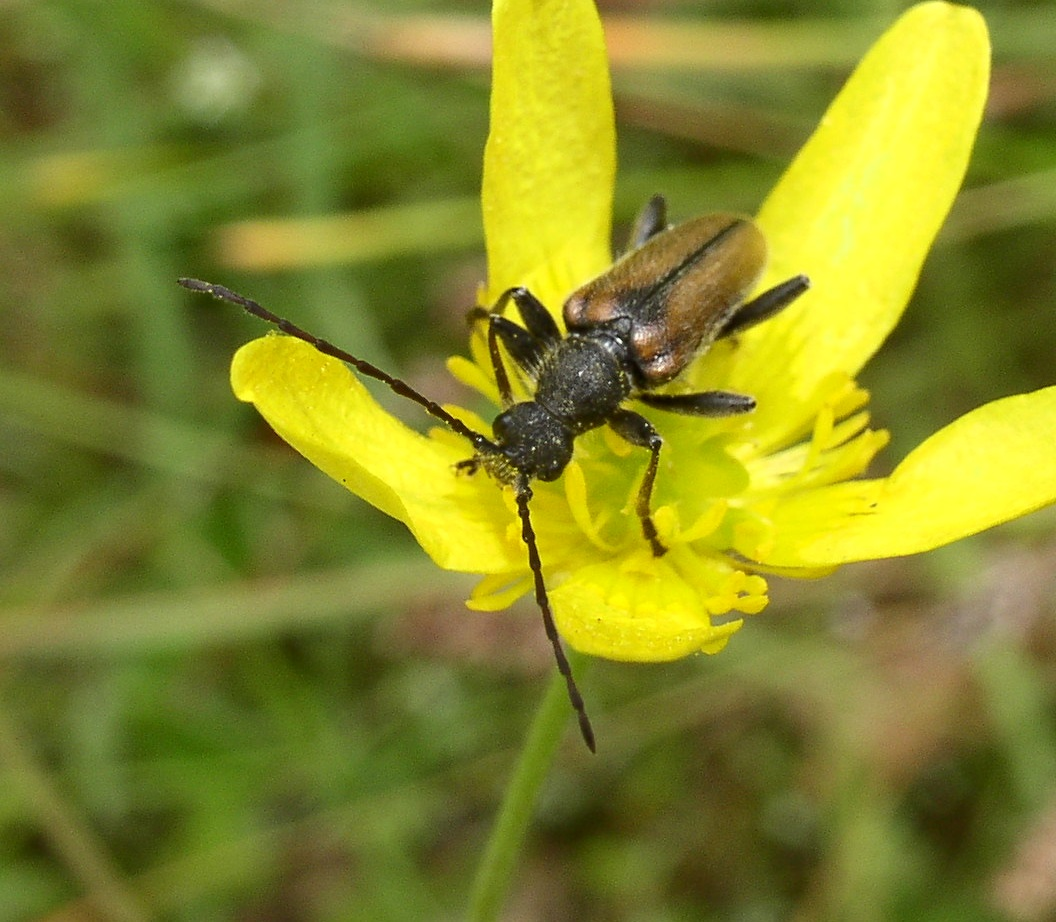
Cortodera, Rhagiini

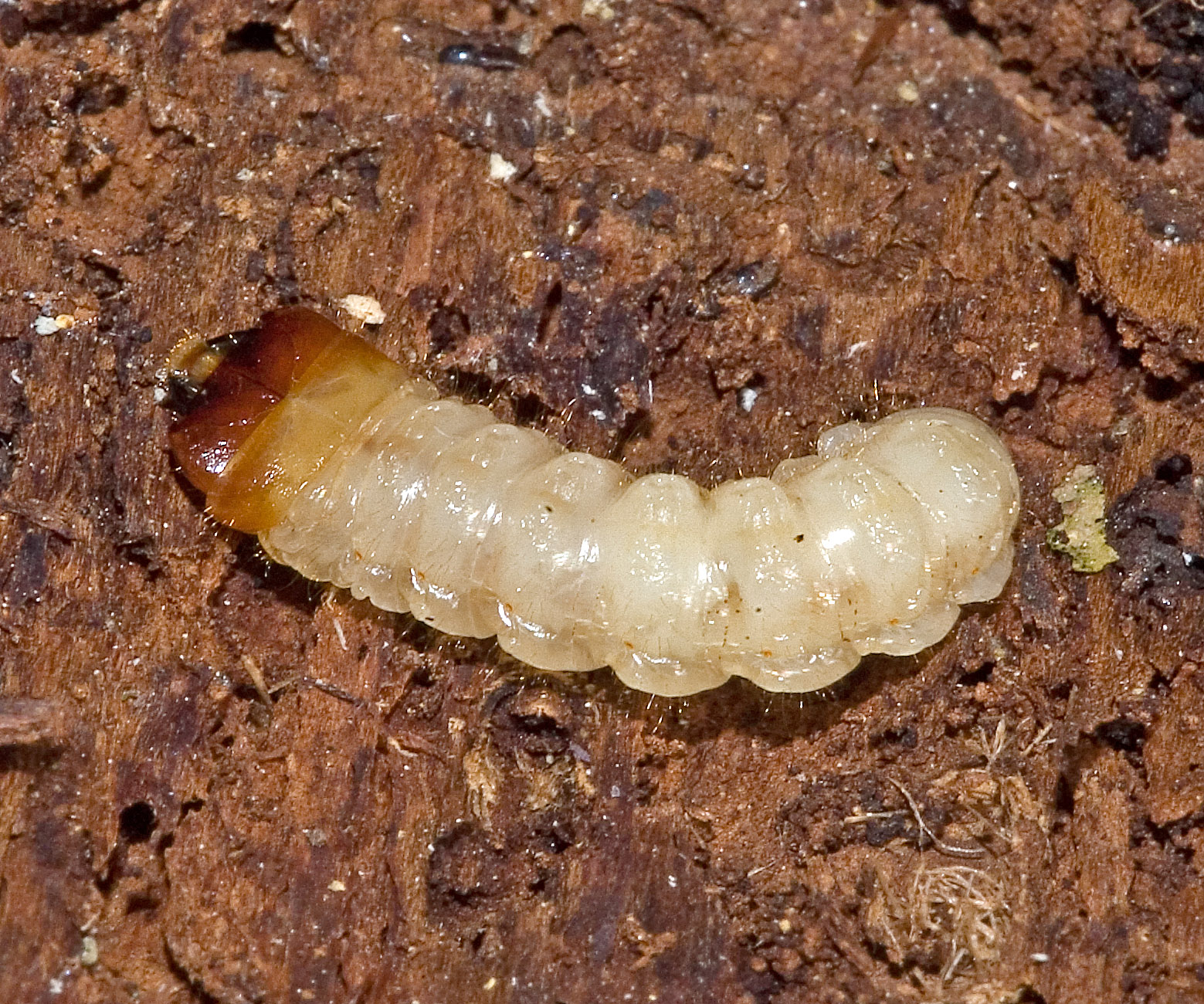
Larva de Rhagium inquisitor, Rhagiini.

  - Caraphia Matsushita 1933 Noctileptura Chemsak & Linsley, 1984

- Tribu Desmocerini Blanchard, 1845
  - Desmocerus Dejean 1821

- Tribu Encyclopini LeConte, 1873
  - Encyclops Newman 1838
  - Leptalia LeConte 1873

- Tribu Lepturini Latreille, 1802
  - Alosternida Podany 1961
  - Analeptura Linsley & Chemsak 1976
  - Anastrangalia Ohbayashi 1963
  - Anoplodera Pic 1901
  - Bellamira LeConte 1873
  - Brachyleptura Casey 1913
  - Cerrostrangalia Hovore & Chemsak 2005
  - Charisalia Casey 1913
  - Chontalia Bates 1872
  - Choriolaus Bates 1885
  - Cosmosalia
  - Cyphonotida Casey 1913
  - Dorcasina Casey 1913
  - Etorofus Matsushita 1933
  - Eurylemma Chemsak & Linsley 1974

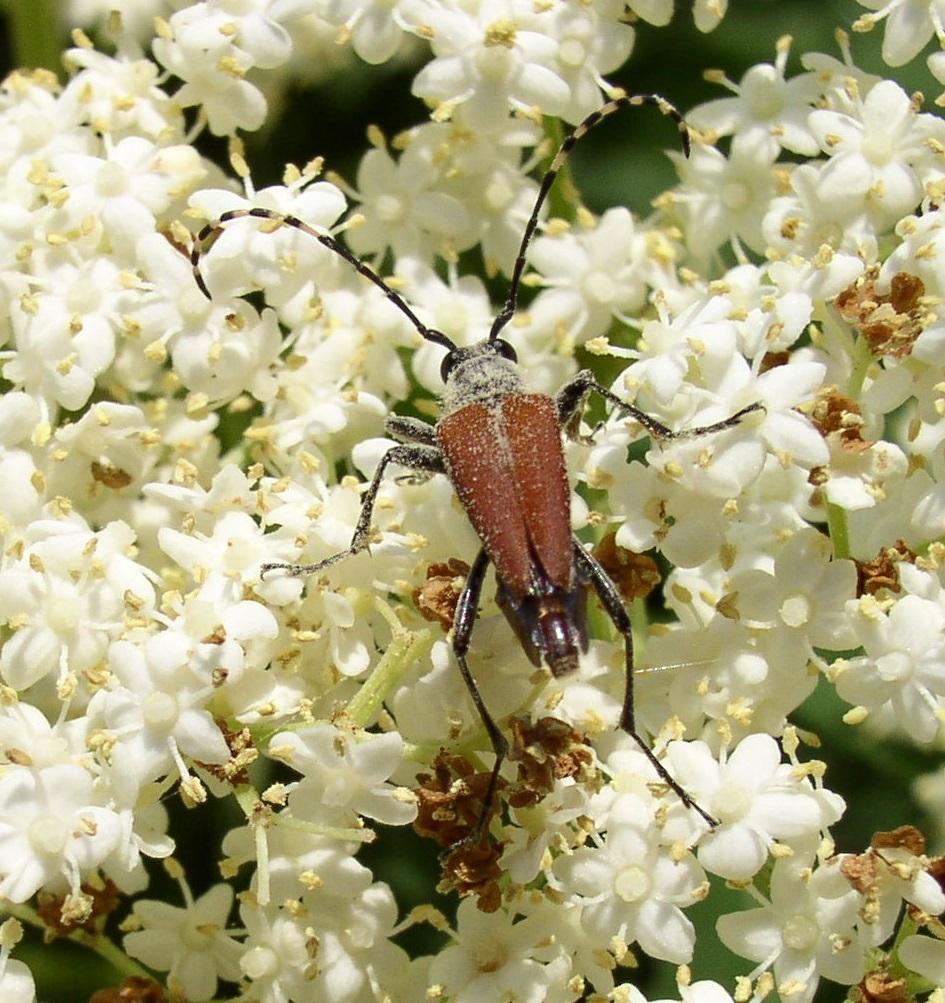
Brachyleptura rubrica, Lepturini.

  - Euryptera Lepeletier & Audinet-Serville in Latreille 1828
  - Fortuneleptura Villiers 1979
  - Grammoptera Audinet-Serville 1835
  - Idiopidonia Swaine & Hopping 1928
  - Judolia Mulsant 1863
  - Leptochoriolaus Chemsak & Linsley 1976
  - Leptura Linnaeus 1758
  - Lepturobosca (Cosmosalia) Casey 1913
  - Lepturopsis Linsley & Chemsak 1976
  - Lycidocerus Chemsak & Linsley 1976
  - Lycochoriolaus Linsley & Chemsak 1976
  - Lycomorphoides Linsley 1970
  - Lygistopteroides Linsley & Chemsak 1971
  - Macrochoriolaus Linsley 1970
  - Megachoriolaus Linsley 1970
  - Meloemorpha Chemsak & Linsley 1976
  - Mimiptera Linsley 1961
  - Mordellistenomimus Chemsak & Linsley 1976
  - Nemognathomimus Chemsak & Linsley 1976
  - Neoalosterna Podany 1961
  - Neobellamira Swaine & Hopping 1928
  - Neoleptura Thomson 1860
  - Orthochoriolaus Linsley & Chemsak 1976
  - Ortholeptura Casey 1913
  - Pachytodes Pic 1891
  - Pseudophistomis Linsley & Chemsak 1971
  - Pseudostrangalia Swaine & Hopping 1928
  - Pseudotypocerus Linsley & Chemsak 1971
  - Pygoleptura Linsley & Chemsak 1976
  - Stenelytrana Dejean 1837
  - Stenostrophia Casey 1913
  - Stenurella Rosenhauer, 1856
  - Stictoleptura Casey 1924
  - Strangalepta Casey 1913
  - Strangalia Dejean 1835
  - Strangalidium Giesbert 1997
  - Strophiona Casey 1913
  - Toxoleptura Miroshnikov 1998
  - Trachysida Casey 1913
  - Trigonarthris Haldeman 1847
  - Trypogeus Lacordaire, 1869
  - Typocerus LeConte 1850
  - Xestoleptura Casey 1913

- Tribu Oxymirini Danilevsky, 1997
  - Neoxymirus Miroshnikov 2013
  - Oxymirus Mulsant 1862

- Tribu Rhagiini Kirby, 1837
  - Acmaeops LeConte 1850
  - Acmaeopsoides Linsley & Chemsak 1976
  - Anthophylax LeConte 1850
  - Apiocephalus Gahan, 1898
  - Brachysomida Casey 1913
  - Brachyta Fairmaire 1868
  - Centrodera LeConte 1850
  - Comacmaeops Linsley & Chemsak 1972
  - Cortodera Mulsant 1863
  - Enoploderes LeConte 1862
  - Evodinus LeConte 1850
  - Gaurotes LeConte 1850
  - Metacmaeops Linsley & Chemsak 1972
  - Neanthophylax Linsley & Chemsak 1972
  - Pachyta Dejean 1821
  - Pidonia Thomson 1864
  - Piodes LeConte 1850
  - Pseudogaurotina Plavilstshikov 1958
  - Rhagium Fabricius 1775
  - Stenocorus Reitter 1912
  - Tomentgaurotes Podany 1962

- Tribu Rhamnusiini Sama, 2009
  - Neorhamnusium Hayashi 1976
  - Rhamnusium Latreille 1829

- Tribu Sachalinobiini Danilevsky, 2010
  - Sachalinobia

- Tribu Teledapini Pascoe, 1871

- Tribu Xylosteini Reitter, 1913
  - Leptorhabdium Kraatz 1879
  - Pseudoxylosteus Sama 1993

- Incertae sedis
  - †Leptura longipennis (nomen dubium; no pertany a Leptura)[4]